# Drassodes saitoi
Drassodes saitoi är en spindelart som beskrevs av Schenkel 1963. Drassodes saitoi ingår i släktet Drassodes och familjen plattbuksspindlar. Inga underarter finns listade i Catalogue of Life.